# Caïque mitré
Pionopsitta pileata
Genre
Espèce
Statut de conservation UICN

 LC  : Préoccupation mineure
Statut CITES
Le Caïque mitré (Pionopsitta pileata) est une espèce d'oiseau appartenant à la famille des Psittacidae, seule représentante du genre Pionopsitta. D'après Alan P. Peterson, c'est une espèce monotypique.

## Description
Cet oiseau mesure environ 22 cm de long. Son plumage présente une dominante verte. Les rémiges et les marges des rectrices sont bleues et les couvertures auriculaires brunes. Les cercles oculaires sont bleu gris et les iris bruns. Le bec et les pattes sont grisâtres.
Cette espèce présente un net dimorphisme sexuel. Le mâle adulte a le front et les régions périoculaires rouge vif. La femelle adulte arbore une marque bleuâtre sur le front tandis que la jeune femelle possède des couleurs plus ternes. Le jeune mâle a la calotte rouge, le front orange, les ailes et la queue bleues d'une teinte plus claire que l'adulte.

## Habitat
Cet oiseau vit jusqu'à 1 500 m d'altitude dans les forêts primaires, y compris dans celles où les araucarias sont abondants. Son habitat ayant été affecté par la déforestation, le Caïque mitré s'est raréfié dans toute son aire de répartition.

## Répartition
Cet oiseau peuple le sud-est du Brésil, l'est du Paraguay et la Selva Misionera.

## Comportement
Cet oiseau vit essentiellement à la cime des arbres en couples ou en petits groupes. L'équipe d'ornithologues LOROVIAL a récemment mené une étude pour observer et classifier leur comportement, découvrant des parallèles avec le Poicephalus gulielmi.